# 阮保治
阮保治（1929年1月26日—），中國大陸曾譯作阮寶智、阮保智。原越南共和國軍隊陸軍中將。他出身於越南國在越南北部開設的預備軍官學院（即後來的守德步兵學院）的第一期也是唯一一期。畢業後被選回步兵部隊。從作戰步兵單位的連長開始。在轉任總參謀部下屬的支援和培訓單位的指揮官之前，阮保治按指揮系統順序先後被晉升爲師長和軍長。作爲一名晉升較快的軍官，阮保治在35歲時就擁有了准將軍銜。

## 生平
阮保治1929年1月26日出生於河內一個富裕的家庭，父親是河內的一名教師。